# Lucas do Rio Verde
Lucas do Rio Verde is een gemeente in de Braziliaanse deelstaat Mato Grosso. De gemeente telt 59.436 inwoners (schatting 2016).
De gemeente grenst aan Nova Mutum, Tapurah, Santa Rita do Trivelato, Sorriso en Nova Ubiratã.